# خائو سام موک
خائو سام موک (به لاتین: Khao Sam Muk) یک کوه در تایلند است که در Saen Suk واقع شده‌است. خائو سام موک ۵۴ متر بالاتر از سطح دریا واقع شده‌است.